# Râul Iowa
Râul Iowa este un afluent al fluviului Mississippi în statul Iowa din Statele Unite. Are o lungime de aproximativ 323 mile (520 km) și este deschis pentru ambarcațiunile fluviale mici până în Iowa City, aproximativ 65 mile (105 km) de la gura sa. Afluentul său cel mai mare este râul Cedar.

## Curs
Se împarte în două ramuri, ramura de vest și ramura de est, ambele având izvoarele în comitatul Hancock, fiecare la aproximativ 38 mile (61 km) și care se unesc în Belmond.
Iowa continuă aproximativ în direcția sud-est, trecând prin orașul Iowa Falls, printr-o vale pitorească până la Steamboat Rock, apoi prin orașele Eldora, Marshalltown, Tama și Marengo și prin coloniile Amana din comitatul Iowa. În comitatul Johnson, acesta este captat de barajul Coralville din rezervorul Coralville, care se îndreaptă spre sud spre deversor. Râul curge în general spre sud și trece prin Iowa City și campusul Universității din Iowa. Barajul de jos de pe Burlington Street din Iowa City este ultimul baraj înainte de confluența râului cu Mississippi. La sud de Iowa City, acesta este alăturat în comitatul Washington de English River, iar apoi în comitatul Louisa este alăturat de râul Cedar pentru a se scurge în Mississippi.

## Utilizări
Râul Iowa se remarcă prin pescuitul recreativ și comercial. Peștii de vânat includ peștii cu gura mare și gura mică, peștii walleye, știuca de nord, somnul de canal și cu cap plat, crapii și alți pești mici. În Coralville Reservoir se pescuiește comercial crap și pește bivol.
Parcul de stat Pine Lake este situat pe râul Iowa la Eldora.

## Inundații
Iowa poate inunda, semnificative în acest sens fiind inundațiile Midwest din iunie 2008 și Marele Potop din 1993. Cedar și afluenții săi, inclusiv râul Shell Rock, pot contribui la inundații. A fost dărâmat podul istoric din Charles City, Iowa.

## Descoperirea maxilarului în august 2022
În după-amiaza zilei de 8 august 2022 personalul Marshall County Conservation a descoperit un os maxilar de la un nativ american preistoric de vârstă mijlocie sau mai în vârstă în râul Iowa din comitatul Marshall.